# Новосёловка (Ленинский район)
Новосёловка (ранее Шепетеевка, Ново-Шебетеевка; укр. Новоселівка, крымскотат. Novosölovka, Новосёловка) — село в Ленинском районе Крыма, входит в состав Марфовского сельского поселения (согласно административно-территориальному делению Украины — Марфовского сельского совета Автономной Республики Крым).

## Население
| 2001 | 2014 |
| ---- | ---- |
| 78   | ↘29  |

Всеукраинская перепись 2001 года показала следующее распределение по носителям языка
| Язык             | Процент |
| ---------------- | ------- |
| русский          | 55.13   |
| крымскотатарский | 38.46   |
| украинский       | 1.28    |
| молдавский       | 1.28    |

### Динамика численности
| - 1889 год — 76 чел. - 1902 год — 60 чел. - 1915 год — 0/43 чел. - 1926 год — 158 чел. | - 1989 год — 90 чел. - 2001 год — 78 чел. - 2009 год — 51 чел. - 2014 год — 29 чел. |

## Современное состояние
На 2017 год в Новосёловке числится 3 улицы — Верхняя, Нижняя и Центральная; на 2009 год, по данным сельсовета, село занимало площадь 22,9 гектара на которой, в 23 дворах, проживал 51 человек. Новосёловка связана автобусным сообщением с Керчью и соседними населёнными пунктами.

## География
Новосёловка расположена в центре района и Керченского полуострова, у истоков реки Самарли, примерно в 32 километрах (по шоссе) на юго-восток от районного центра Ленино, ближайшая железнодорожная станция — Пресноводная (на линии Владиславовка — Керчь) — около 18 километров, высота над уровнем моря 115 м. Транспортное сообщение осуществляется по региональной автодороге 35Н-324 от шоссе граница с Украиной — Джанкой — Феодосия — Керчь до Пташкино (по украинской классификации — С-0-10833).

## История
Впервые в доступных источниках селение встречается в «Памятной книге Таврической губернии 1889 года», по результатам Х ревизии 1887 года, согласно которой в деревне Шепетеевка Петровской волости Феодосийского уезда числилось 14 дворов и 76 жителей. В «…Памятной книжке Таврической губернии на 1902 год» деревня записана, как Новая Шатиловка, входившая в Ташлыярское сельское общество, в которой числилось 60 жителей в 11 домохозяйствах. По Статистическому справочнику Таврической губернии. Ч.II-я. Статистический очерк, выпуск пятый Феодосийский уезд, 1915 год, в деревне Ново-Шебетеевка Петровской волости Феодосийского уезда числилось 5 дворов (все дворы безземельные) с русским населением в количестве 43 человек только «посторонних» жителей, из которых 22 мужчины и 21 женщина. Жители землёй не владели, в хозяйствах имелось 26 лошадей, 7 коров и 7 голов овец, свиней, или коз.
После установления в Крыму Советской власти, по постановлению Крымревкома, 25 декабря 1920 года был образован Керченский (степной) уезд, а, постановлением ревкома № 206 «Об изменении административных границ» от 8 января 1921 года была упразднена волостная система и село вошло в состав Петровского района Керченского уезда, а в 1922 году уезды получили название округов. 11 октября 1923 года, согласно постановлению ВЦИК, в административное деление Крымской АССР были внесены изменения, в результате которых округа были отменены, Керченский округ слили с Феодосийским, Петровский район упразднили, влив в Керченский район. Согласно Списку населённых пунктов Крымской АССР по Всесоюзной переписи 17 декабря 1926 года, в селе Новосёловка (или Ново-Шебетеевка) Марфовского сельсовета (в котором село состояло всю дальнейшую историю) Керченского района числилось 33 двора, все крестьянские, население составляло 158 человек (82 мужчины и 76 женщин). В национальном отношении учтено 70 болгар, 68 украинцев, 12 русских и 8 греков. Постановлением ВЦИК «О реорганизации сети районов Крымской АССР» от 30 октября 1930 года (по другим сведениям 15 сентября 1931 года) Керченский район упразднили и село включили в состав Ленинского, а, с образованием в 1935 году Маяк-Салынского района (переименованного 14 декабря 1944 года в Приморский) — в состав нового района. На подробной карте РККА Керченского полуострова 1941 года в Новосёловке обозначено 39 дворов.
В 1944 году, после освобождения Крыма от фашистов, согласно Постановлению ГКО № 5984сс от 2 июня 1944 года крымские болгары были депортированы в Среднюю Азию. 12 августа 1944 года было принято постановление № ГОКО-6372с «О переселении колхозников в районы Крыма» и в сентябре того же года в район приехали первые новоселы 204 семьи из Тамбовской области, а в начале 1950-х годов последовала вторая волна переселенцев из различных областей Украины. С 25 июня 1946 года Новосёловка в составе Крымской области РСФСР, а 26 апреля 1954 года Крымская область была передана из состава РСФСР в состав УССР. Указом Президиума Верховного Совета УССР «Об укрупнении сельских районов Крымской области», от 30 декабря 1962 года Приморский район был упразднён и вновь село присоединили к Ленинскому. По данным переписи 1989 года в селе проживало 90 человек. С 12 февраля 1991 года село в восстановленной Крымской АССР, 26 февраля 1992 года переименованной в Автономную Республику Крым. С 21 марта 2014 года в составе Крыма аннексирована Россией.